# Stazione di Saxa Rubra
La stazione di Saxa Rubra è una stazione ferroviaria della ferrovia Roma-Civitacastellana-Viterbo. La stazione si trova nel tratto urbano di Roma, nelle vicinanze della via Flaminia, nell'area di Saxa Rubra.
Dal 1º luglio 2022 è gestita da ASTRAL.

## Storia
La stazione venne attivata nel 1990, in occasione dei mondiali di calcio; sostituì l'omonima stazione che si trova poco più a nord. La vecchia stazione, ormai abbandonata, risaliva agli anni trenta del secolo scorso. 

## Strutture e impianti
La stazione è composta da 2 binari di corsa, con relative banchine predisposte per l'incarrozzamento a raso, entrambe dotate di pensiline in acciaio. L'accesso principale alla stazione è caratterizzato da un'ampia copertura a sbalzo in legno con struttura di sostegno in acciaio e lucernari. Come le altre fermate urbane, è dotata di tornelli di accesso. L'edificio della stazione ospita la biglietteria, un bar e altri servizi. 

## Movimento
La stazione è servita dai collegamenti ferroviari svolti da Cotral nell'ambito del contratto di servizio con la Regione Lazio.

## Interscambi
Negli anni 1990, in occasione dell'attestamento dei bus Cotral delle direttrici Cassia Bis e Flaminia, venne aperto un ampio parcheggio con banchine di interscambio con gli autobus, potenziato nel 2002 con l'attestamento anche dei bus della direttrice Cassia/Braccianense, raggiungendo un totale di 15 banchine. Nel 2021 sono state installate paline di indicazione elettroniche sulle prime 5 banchine.
- Fermata autobus ATAC e COTRAL